# 퀵 브레드

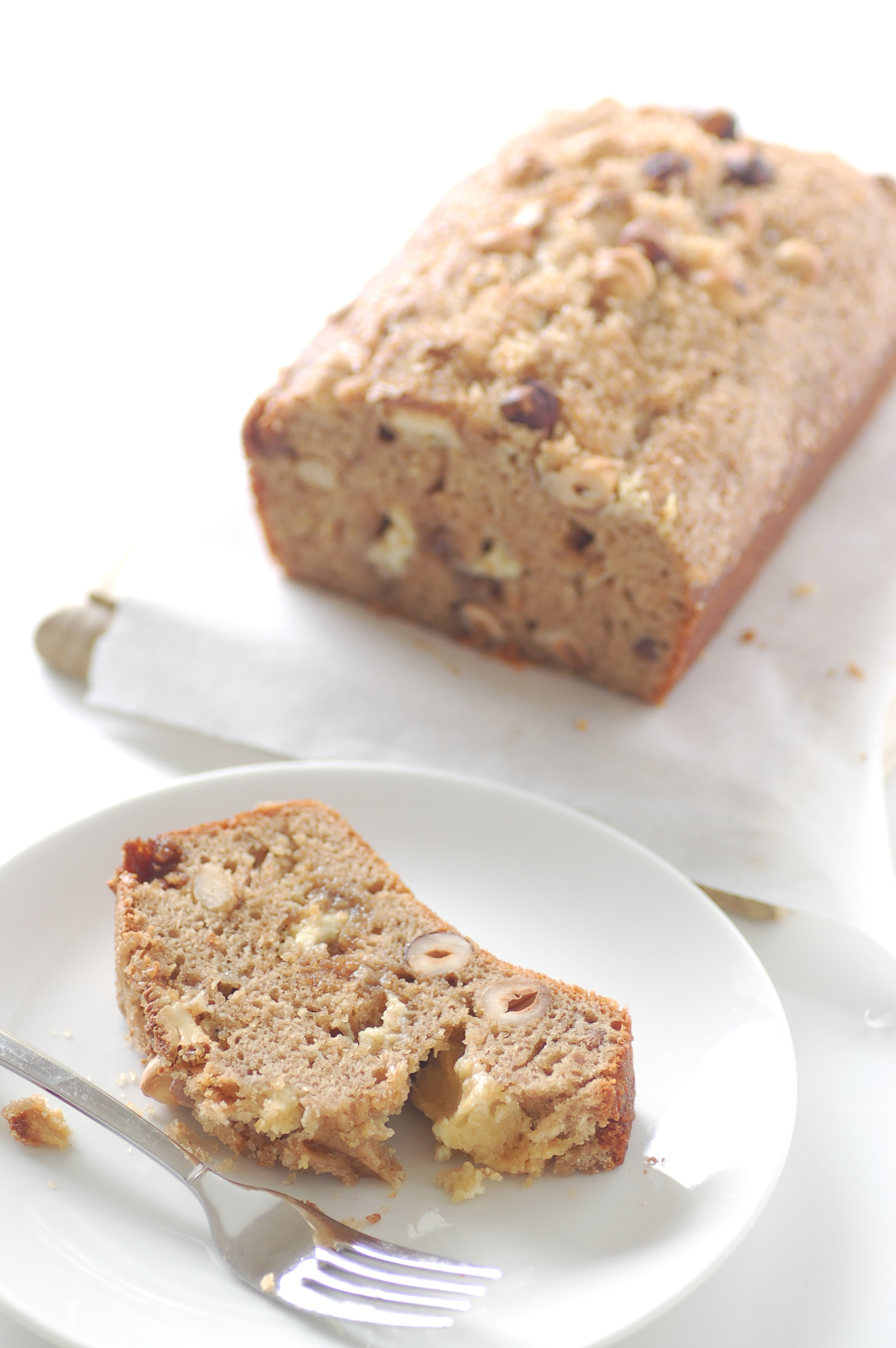
바나나 브레드는 퀵 브레드의 한 종류다

퀵 브레드(quick bread)는 베이킹파우더, 탄산 수소 나트륨 혹은 주석영(酒石英) 등의 화학적 팽창제(팽창제의 종류는 천연품과 합성품이 있으며 천연품으로는 효모가 대표적이다.)으로 팽창시킨 빵 종류이다. 오늘날에는 많은 빵들이 퀵 브레드 분류에 속하는데, 예로는 바나나빵, 콘 브레드, 비스킷, 머핀, 팬케이크, 스콘, 소다 브레드 등이 있다.
빵에 합성 팽창제 대신 효모를 넣었을 경우에는 빵이 부풀어오르는 데 몇 시간씩이나 걸린다. 또한 온도 등 외부 요인에 영향을 많이 받는다. 하지만, 빵에 화학적 팽창제를 넣었을 경우에는, 비교적 빵이 균일하고, 쉽고 빨리 만들어진다.
대부분의 퀵 브레드는 거의 다음 다섯 가지 재료만이 쓰인다. 밀가루, 베이킹 파우더(베이킹 소다와 혼합, 혹은 베이킹 소다로 대체), 달걀, 요리용 기름(버터, 마가린, 쇼트닝, 식용유), 우유(혹은 다른 액체 재료)가 쓰인다. 이들 기본 재료 외에 쓰이는 재료는 대개 향이나 씹는 맛을 내기 위한 재료이다. 만들어지는 빵의 종류는 대개 주로 첨가되는 향, 반죽 방법, 반죽에 첨가되는 액체 재료(liquid)의 비율에 의해 결정된다.

## 같이 보기
- 빵

## 참고 문헌
- Cook's Illustrated (2004).  The quick breads Recipe.  America's Test Kitchen.  ISBN 0-936184-74-4 (USA)